# Linia kolejowa 167 Bácsalmás – Riđica
Linia kolejowa Bácsalmás – Riđica – linia kolejowa na Węgrzech. Była linią jednotorową, w całości niezelektryfikowaną. Łączyła stację Bácsalmás z Riđica w Serbii. Aktualnie linia jest nieczynna i została rozebrana.

## Historia
Linia została otwarta 31 października 1903 r..